# Ferthet de Strathearn
 Ferthet ou Ferchar de Strathearn 2e comte de Strathearn (actif vers 1160)

## Biographie
Ferthet parfois nommé Fechar[d] apparaît comme le 2e mormaer ou comte de Strathearn connu. On ignore qui sont ses parents mais chronologiquement il semble être le fils de Máel Íosa Ier de Strathearn .
Ferteth apparaît dans les sources en 1160 lorsque le roi Malcolm IV d'Écosse revient de l'expédition menée par Henri II d'Angleterre contre le comte de Toulouse. Les Chroniques de Melrose relèvent que Ferteth et cinq autres comtes dont les noms ne sont pas indiqués, qui reprochent au jeune souverain d'avoir abandonné son royaume, l'assiègent dans la cité de Perth et le retiennent temporairement captif avant de finalement se soumettre et le libérer. Immédiatement après la chronique évoque les  trois campagnes que Malcolm IV mènent au Galloway. Cette « révolte des comtes » a été  interprétée comme une manifestation du rejet par la noblesse gaëlique de l'inféodation au souverain « anglais » et/ou des institutions féodales du baronnage anglo-normand qui s'implantaient avec de nouveau barons dans les hautes terres d'Écosse. Toutefois le prestige dont semble jouir le jeune roi Malcolm IV permet rapidement de rassembler ses sujets pour une opération extérieure 
D'une épouse d'origine inconnu nommée Eithne il laisse un fils et successeur Gille Brigte (Gillberto filio comitis Ferteth)